# أوسكار إي. إريكسون
أوسكار إي. إريكسون (بالإنجليزية: Oscar E. Erickson)‏ هو سياسي أمريكي، ولد في 7 يوليو 1884، وتوفي في 15 أغسطس 1945. انتخب عضو مجلس ولاية داكوتا الشمالية وانتخب عضو مجلس نواب داكوتا الشمالية.